# Algis Oleknavicius

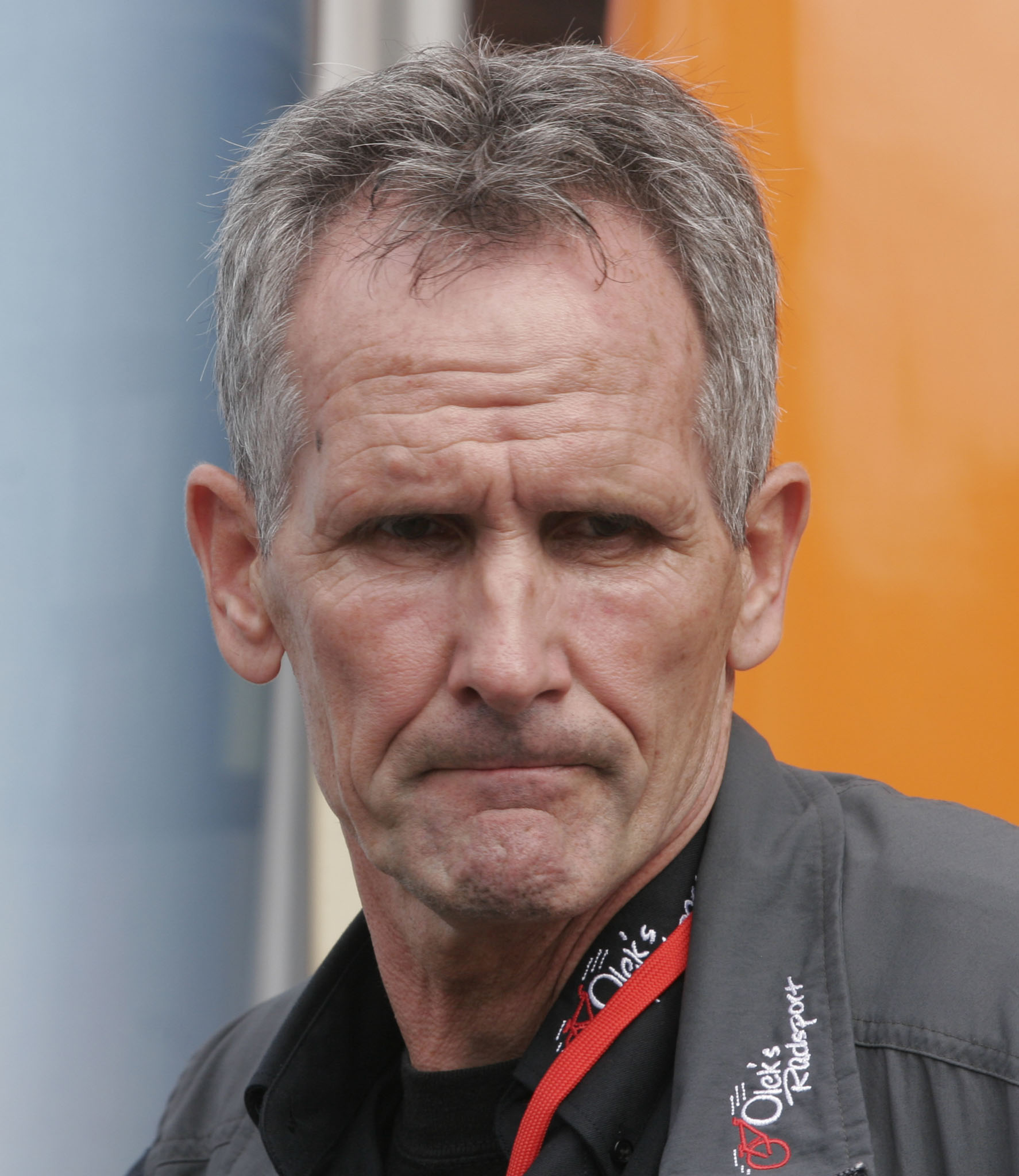
Algis Oleknavicius am 2. August 2007

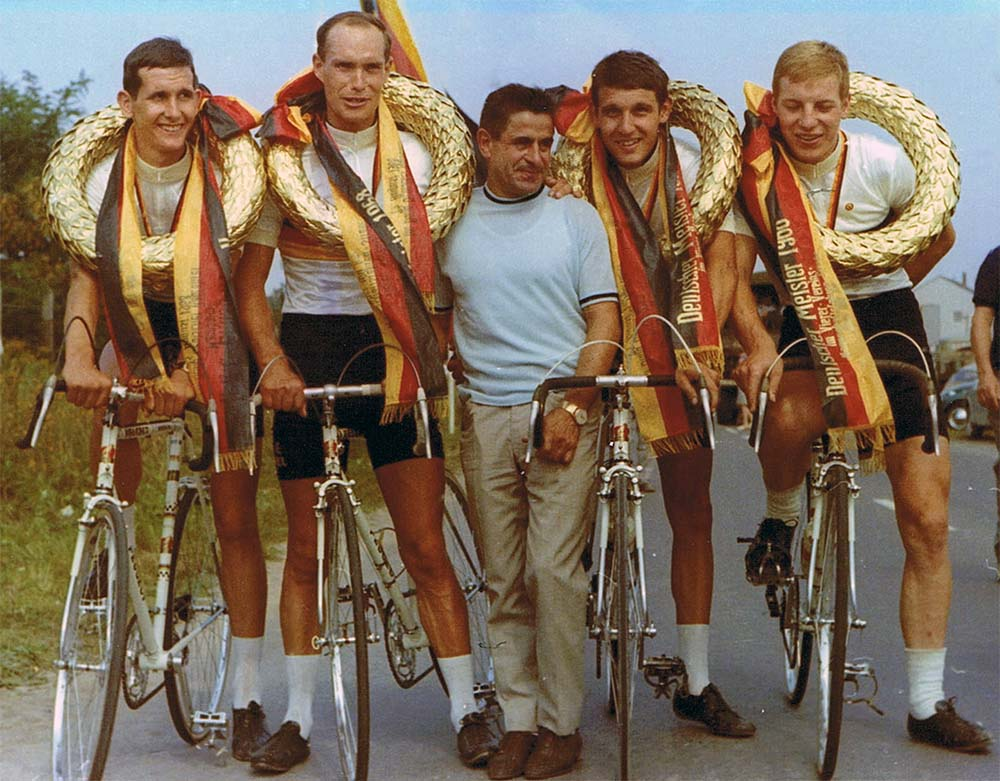
RRC Endspurt Mannheim – Deutsche Meister im Mannschaftszeitfahren 1968 – v. l. n. r. Algis Oleknavicius, Jürgen Walter, Karl Ziegler (Trainer), Jürgen Tschan und Dieter Leitner

Algis „Olek“ Oleknavicius (* 17. August 1947 in Kirchheim unter Teck) ist ein ehemaliger deutscher Radrennfahrer sowie aktueller Radsportfunktionär.

## Werdegang
Im Laufe seiner Karriere wurde Algis Oleknavicius neunmal Deutscher Meister.
Er nahm an fünf Radweltmeisterschaften sowie den Olympischen Sommerspielen 1968 in Mexiko-Stadt und 1972 in München teil. Er war Mitglied der Straßen-Nationalmannschaft und als Triathlet zweimal Finisher beim Ironman Hawaii (Ironman World Championships). 1993 belegte er in 10:26:18 Stunden den 472. Platz auf Hawaii. Bei den UCI-Straßen-Weltmeisterschaften 1973 wurde er Achter.
Mittlerweile ist Oleknavicius als Organisator verschiedener Radrennen, beispielsweise des Entega Grand Prix in Lorsch, tätig. Bei den Deutschen Straßen-Meisterschaften am 1. Juli 2007 in Wiesbaden hatte er die Funktion des Sportlichen Leiters. Immer wieder gelang es ihm, große Radsportveranstaltungen in die Region Starkenburg zu ziehen und zu organisieren. Im Radfahrerverein 1926 Einhausen, e. V. ist er im Vorstand tätig.
Er lebt in Einhausen in Südhessen.